# Toronto Huskies
Toronto Huskies – kanadyjski klub koszykarski z siedzibą w Toronto (Ontario) działający w latach 1946–1947.

## Historia
Zespół występował w lidze Basketball Association Of America (BAA) tylko przez jeden sezon 1946–1947, uzyskując niekorzystny bilans 22-38. Zajął wtedy szóste miejsce w Dywizji Wschodniej ligi. W trakcie jedynego sezonu w historii zespół prowadziło kolejno aż czterech trenerów: Ed Sadowski (jako grający trener), Lew Hayman, Dick Fitzgerald (jako grający trener) oraz Red Rolfe.

## Skład 1946/47
- Hank Biasatti, Bob Fitzgerald, Dick Fitzgerald, Frank Fucarino, Kleggie Hermsen, Charlie Hoefer, Roy Hurley, Ed Kasid, Mike McCarron, Nat Militzok, Harry Miller, Leo Mogus, Bob Mullens, George Nostrand, Ed Sadowski, Dick Schulz, Ralph Siewert, Gino Sovran, Red Wallace, Ray Wertis